# Quaderns Crema
L'editorial Quaderns Crema va néixer a Barcelona, on té la seu, l'any 1979. Va ser fundada per Jaume Vallcorba i Plana, que en va ser el director fins a la seva mort el 2014, i des de llavors és dirigida per Sandra Ollo.
Segons Julià Guillamon, la seva creació va suposar, en la perspectiva de l'alta cultura universitària, un fenomen similar al que s'havia produït durant els anys 70 amb la vida nocturna de la ciutat. Enfront de l'art polititzat, Quaderns Crema reivindicava la individualitat i els valors formals de l'obra d'art.
Els dos primers títols que va publicar van ser les Poesies d'Ausiàs March, edició a càrrec de Joan Ferraté, i El preludi, d'Antoni Marí. La línia editorial combina prosa i poesia, autors catalans i estrangers, amb una especial atenció als clàssics (per exemple, Honoré de Balzac, Dante, Edgar Allan Poe, Fernando Pessoa o Lev Tolstoi) que calia incorporar a la literatura catalana. No s'han deixat de banda tampoc els clàssics catalans (per exemple, Bernat Metge, J.V. Foix, Eugeni d'Ors). Gràcies a aquesta editorial s'han donat a conèixer autors que, amb el pas del temps, han esdevingut alguns dels més populars, premiats i traduïts de la literatura catalana. Es podrien esmentar Quim Monzó, Sergi Pàmies i Ferran Torrent. L'any 1999 es va fundar la contrapart en castellà de Quaderns Crema, Acantilado, també amb seu a Barcelona.
L'octubre de 2011 van publicar una edició comentada de Curial e Güelfa.